# Olympische Winterspiele 2010/Teilnehmer (Indien)
| Gelbes Symbol für Goldmedaillen mit stilisierten Olympischen Ringen | Graues Symbol für Silbermedaillen mit stilisierten Olympischen Ringen | Braundes Symbol für Bronzemedaillen mit stilisierten Olympischen Ringen |
| ------------------------------------------------------------------- | --------------------------------------------------------------------- | ----------------------------------------------------------------------- |
| —                                                                   | —                                                                     | —                                                                       |

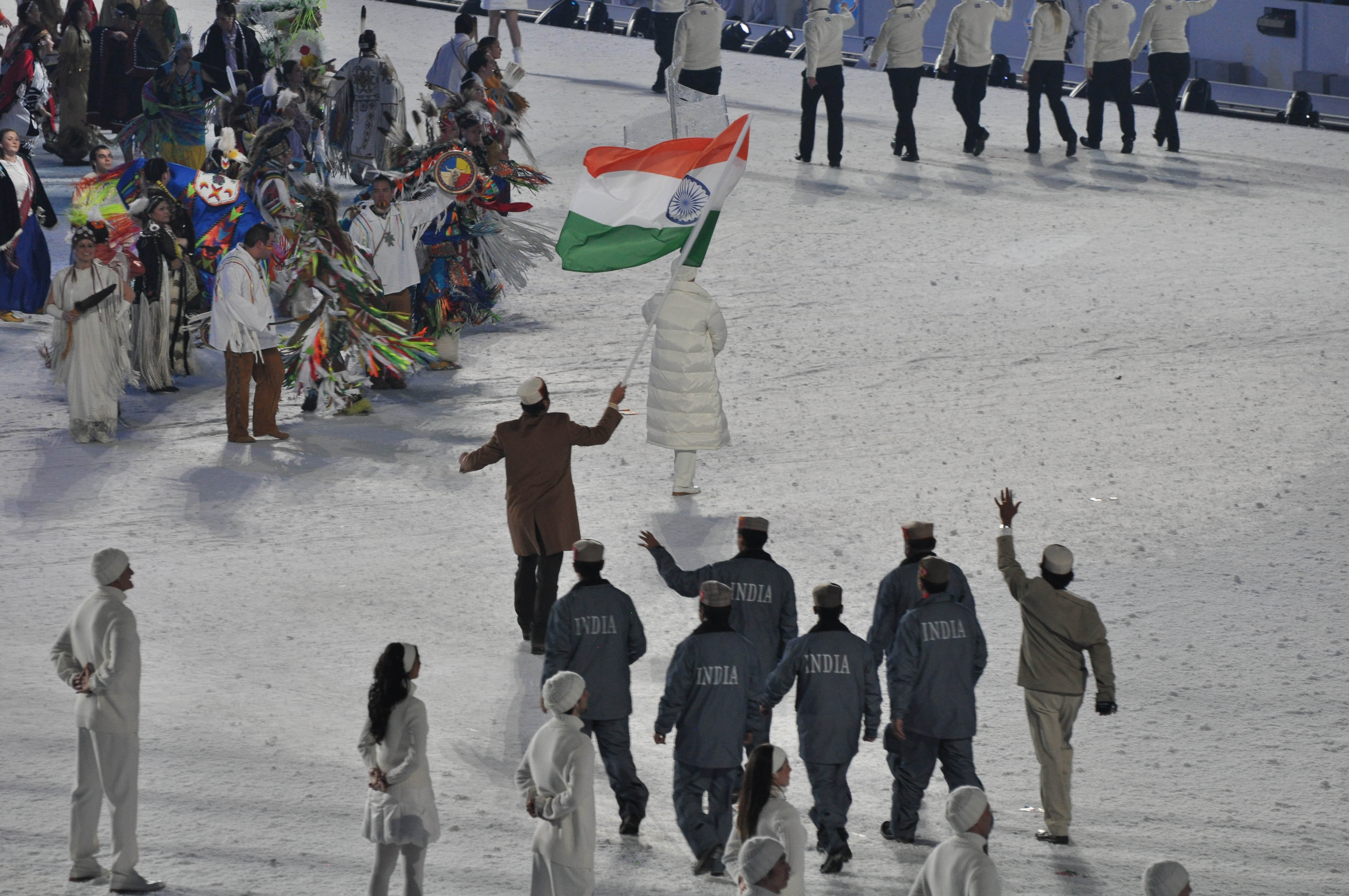
Einmarsch der indischen Delegation

Indien nahm an den Olympischen Winterspielen 2010 im kanadischen Vancouver mit drei Sportlern in ebenso vielen Sportarten teil.

## Teilnehmer nach Sportarten

### Rennrodeln
Männer
- Shiva Keshavan
Einsitzer: 29. Platz

### Ski Alpin
Männer
- Jamyang Namgial
Riesenslalom: 81. Platz

### Skilanglauf
Männer
- Tashi Lundup
15 km Freistil: 83. Platz